# 強烈熱帶風暴法茜 (2007年)
强热带风暴法茜（英語：Severe Tropical Storm Faxai，联合台风警报中心：WP202007，菲律宾大气地球物理和天文管理局：Juaning，台湾译名：法西）是2007年太平洋台风季的第20个获得命名的风暴，其持续时间较短，对陆地产生的影响也很小。法茜来源于10月下旬西太平洋公海的一股热带低气压，系统在快速朝东北方向进发的过程中快速强化，于10月26日成为强热带风暴，不过到次日掠过日本时，风暴已转变成温带气旋，其残留于10月28日消散。
虽然法茜自始至终没有登陆，但与其相关联的外围雨带产生了暴雨，三宅岛的降雨量高达458毫米。一班飞往成田国际机场的日本航空航班在10月27日下午遭遇了严重的湍流，飞机因此受到损伤，机上有一人重伤，六人轻伤。东京附近有一人在风暴经过时遇难，另外还有三人受伤。风暴造成的经济损失总计约为1.5亿日元（合150万美元）。

## 气象歷史
热带风暴法茜源于10月24日位于关岛以西约805公里一片持续存在的对流带。卫星图像显示下层大气中有大范围环流转向，表面附近还存在低压槽。对流围绕下层环流中心合并，其上层环境有利于系统发展，风切变较弱，外流发散程度也小。次日，日本气象厅将此系统归类为热带低气压。之后不久，联合台风警报中心因部分外层对流深化而发布热带气旋形成警报。由于北面有亚热带高压脊的影响，风暴朝西北方向行进。到了协调世界时10月26日0点，菲律宾大气地球物理和天文管理局把系统指定为热带低气压，并给其起了一个当地名称。日本气象厅大概也在同一时间将低气压升级为热带风暴并将其命名为“法茜”（Faxai）。
联合台风警报中心把法茜归类为第号热带低气压。几个小时后，风暴开始向温带气旋过渡，风暴内的对流主要保持在其西北部分，而西南部分则有温度较低且干燥的空气进入。到了中午12点，菲律宾大气地球物理和天文管理局发布了对的最后一份公告，因为风暴已经离开其监控责任范围。联合台风警报中心报告第号热带低气压已融入一片斜压区而转变成温带气旋。法茜的南部边缘发展出一片冷锋，这正是温带气旋的特点之一。不过就在这一时间左右，日本气象厅将法茜升级为强热带风暴，其10分钟的持续风速达到每小时95公里。
随后不久，联合台风警报中心根据系统发展出一片明显的中心密集云團区而将低气压升级为热带风暴。朝鲜半岛上空的一个短波槽给法茜的增强提供了有利的上层环境。次日清晨，法茜开始迅速加速朝东北方向的中纬度西风带前进。热带风暴与一个位于日本上空的反气旋之间形成了强劲的气压梯度，令法茜的风场大幅向东北方向扩散。到联合台风警报中心发布最后一份公告时，他们估计风暴已经达到最高强度，一分钟的持续风速为每小时75公里。日本气象厅也估计法茜这时达到了最高强度，10分钟持续风速为每小时100公里，最低气压为975毫巴（百帕，28.79英寸汞柱）。但是美国国家海洋和大气管理局的报告中则认为法茜这个时候已经达到飓风强度，风速为每小时130公里。风暴接下来继续快速地向东北方向前进，并于10月27日中午12点左右在本州东岸近海变成温带气旋。这股温带气旋残留之后保持了超过一天时间，于10月28日晚在开放海域上空消散。不过美国国家海洋和大气管理局仍在继续对法茜的残留进行监控，该系统于10月29日到达阿留申群島。次日，风暴快速强化，到下午18点，其中心气压低至957毫巴（百帕）。10月31日，系统行进到阿拉斯加州海域并减弱。
日本气象厅在统计风速指标时使用的是10分钟的持续风速，而联合台风警报中心则使用的是1分钟持续风速。两者间的换算系数为1.14。日本气象厅评估法茜在最高强度下的10分钟持续风速为每小时100公里，1分钟则为每小时120公里。联合台风警报中心的数据则为10分钟持续风速每小时65公里，1分钟持续风速每小时75公里。

## 防灾措施和影响

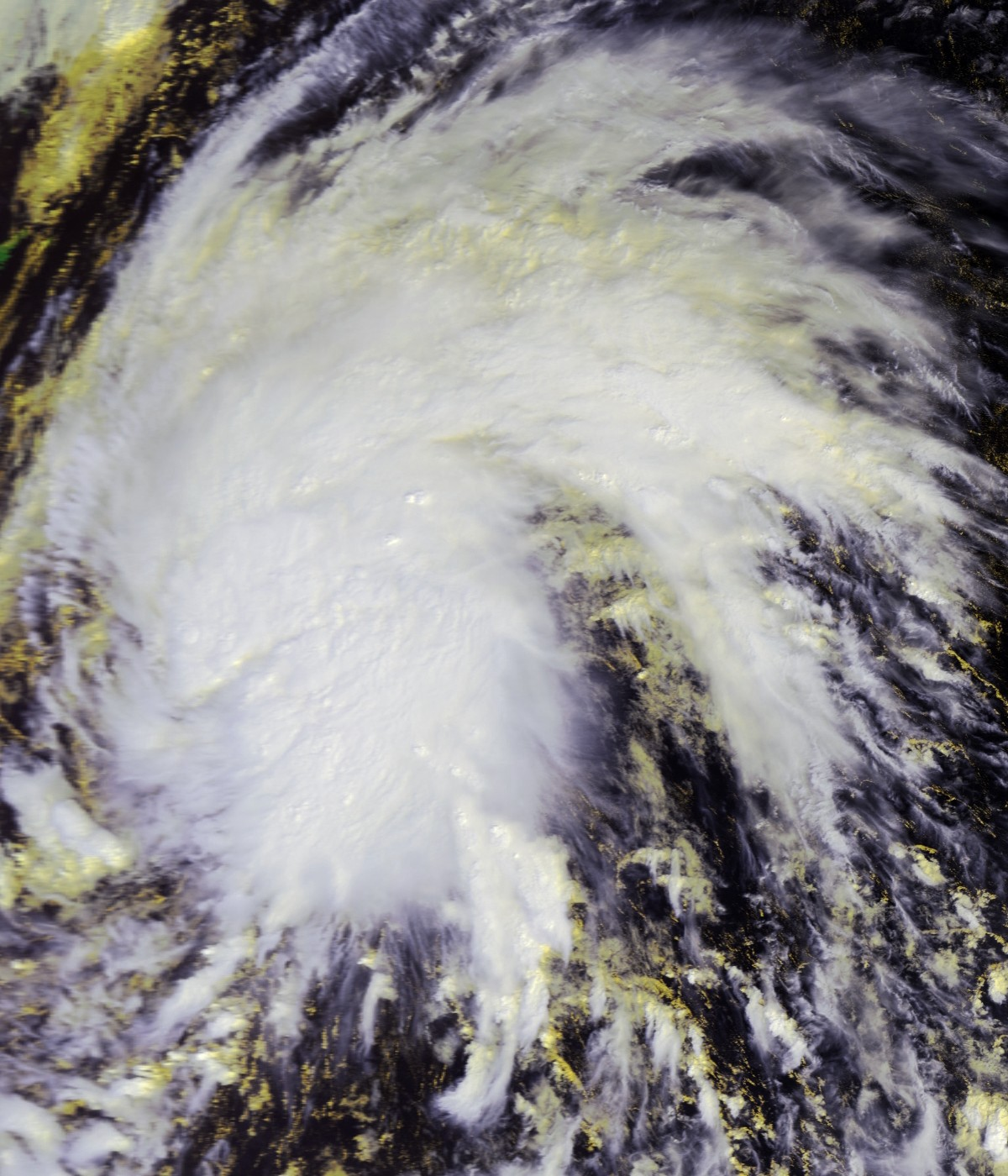
10月26日的热带风暴法茜

随着法茜接近日本，全日本空輸取消了东京到伊豆群島之间的多個航班。东京到伊豆群岛及靜岡縣的部分渡轮也因风暴而取消。东京周边区域获得通知，准备应对狂风、暴雨和高达6米的巨浪。居民收到警告，风暴来袭期间，特别是日落以后要留在室内，以免为飞溅的碎片所伤。
虽然法茜自始至终没有实现登陆，但其外围雨带产生了暴雨，给日本东海岸部分地区造成了轻微的损失。降雨量最高的三宅岛达458毫米，而东京的大島支廳也有192毫米。三宅岛的降雨量已经接近其10月27日的最高降雨纪录。还有部分地区降雨量达到95毫米，在全国范围内共计引发了七场泥石流。关东地方位于东京附近区域有一位女性丧生，还有三人受伤。风暴还造成一户民宅、两公顷农田、两公里道路以及一艘船受损。整个日本共有9605户居民家中因这场风暴而停电，经济损失共计为1.5亿日元（合150万美元）。
日本标准时间10月27日下午17点31分，一架前往成田国际机场的日本航空波音767-300客机在距成田市东南方向约74公里时遭遇到来自法茜的强烈湍流，导致飞机出现损伤，机上一共有七人受伤，其中一人伤势严重。